# Gnophos rothschildi
Gnophos rothschildi är en fjärilsart som beskrevs av Louis Beethoven Prout 1929. Gnophos rothschildi ingår i släktet Gnophos och familjen mätare. Inga underarter finns listade i Catalogue of Life.